# کالوخالی اوپازیلا
کالوخالی اوپازیلا (به لاتین: Kalukhali Upazila) یک منطقهٔ مسکونی در بنگلادش است که در ناحیه راج‌باری واقع شده‌است.